# 피닌파리나 B95
피닌파리나 B95(이탈리아어: Pininfarina B95)는 오토모빌리 피닌파리나에서 제조한 고성능 전기 스포츠카로, 2025년에 생산될 예정이다.

## 성능
B95는 0에서 100 km/h까지 2초 이내에 가속하며, 최고 속도는 300 km/h (190 mph)이고, 120 kWh (430 MJ) 배터리는 최대 270 kW (360 hp)의 출력으로 충전할 수 있으며 25분 만에 20%에서 80%까지 충전량을 보충할 수 있다. 구동 시스템은 리막 오토모빌리에서 제공했다.

## 생산 대수
B95의 생산은 2025년에 150대가 제작될 예정이며 가격은 대당 440만 유로이다. 전체 계획 풀의 생산은 2025년으로 예정되어 있으며 이탈리아에서 생산될 예정이다.